# Herodians
Els herodians o dinastia herodiana van ser una dinastia d'origen jueu edomita, els membres de la qual governaren amb èxit desigual la Palestina com a governants clients de l'Imperi Romà des del 37 aC al 92. Porta el nom del seu representant més famós, Herodes el Gran.

## Història

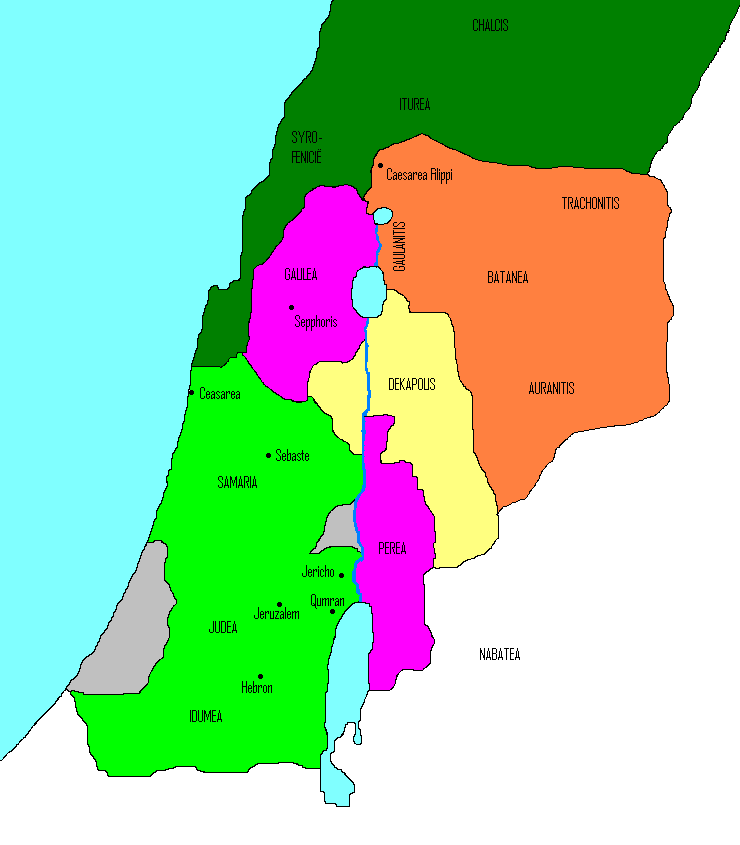
Subivisions del regne d'Herodes el Gran a la seva mort:
Territori d'Arquelau de Judea
Territori d'Herodes Antipas
Territori de Filip el Tetrarca
Territori de Salomé I
Província romana de Síria
Ciutat autònoma de Decàpolis

### Orígens: Antipas i Antípater
El sobirà jueu Joan Hircà I (134–104 aC), pertanyent a la dinastia dels Asmoneus, va expandir el Regne de Judà fins a incloure Idumea; els habitants d'aquesta regió, els edomites, foren obligats a convertir-se, i esdevingueren doncs hebreus. Sota el regnat d'Alexandre Janeu (103–76 aC), un edomita de nom Antipas fou nomenat strategos d'Idumea, i mantingué aquest càrrec durant el regnat de Salomé Alexandra (76–67 aC).
El fill d'Antipas i fundador de la dinastia herodiana, Antípater (I), esdevé el principal conseller i ministre d'Hircà II, i aconseguí mantenir òptimes relacions amb els romans, que al 63 aC havien conquerit Palestina. Juli Cèsar nomenà Antípater procurator de Judea el 47 aC; al seu torn Antípater va nomenar els seus propis fills Fasael i Herodes el Gran, que havia tingut amb la seva dona Ciprus, governadors respectivament de Jerusalem i Galilea. Al 43 aC Antípater fou assassinat; els seus dos fills, però, es va mantenir en el càrrec, i van ser elevats al rang de tetrarques per Marc Antoni (41 aC).

### Apogeu: Herodes el Gran
Al 40 aC, el príncep asmoneu Antígon II aconseguí reconquerir el regne dels seus avantpassats al capdavant de les tropes dels parts, amb les quals va aconseguir derrotar i expulsar els romans. Herodes fugí a Roma, on va ser reconegut rei de Judea per Marc Antoni i Octavià. Al 37 aC Herodes completà la reconquesta del mateix regne, que governà durant 34, fins que va morir el 4 aC
Herodes es va casar deu vegades, va tenir 15 fills i 16 nets, i els membres de la seva família estaven casats entre si, per una banda, i combatien pel tro, per una altra. El mateix Herodes va matar una dona i els seus tres fills, de manera que l'escriptor tardà imperial Macrobi atribueix una broma a August, del qual Herodes era sobirà vassall, segons la qual era preferible ser un porc (en grec ὑς, hus) d'Herodes més que no pas el seu fill (ὑιος, huios).
Va ser de fet un primer fill, Antípater, que s'havia allunyat de la cort quan es va casar amb una princesa asmonea, Mariamne, amb qui va tenir dos fills, Alexandre i Aristobul, el primer d'ésser condemnat a mort per traïció després del complot de la família del mateix Herodes. Mentre Alexandre i Aristobul estaven a Roma per tal ser educats en la cort d'August, Herodes es va casar amb altres esposes, amb les quals va tenir Herodes Filip I, Arquelau, Antipas, Filip el Tetrarca, Herodes (II) i Fasael (II). De tornada a Palestina, els primers en la línia de successió, Alexandre i Aristobul es posaren en oposició al seu pare, que va tractar d'acusar-los de la mort de la seva mare; Herodes va convocar Antípater a la cort i els tres entraren en conflicte. Alexandre i Aristobul es reconciliaren amb el seu pare en dues ocasions; la tercera, però, Herodes els va fer matar (7 aC). Antípater, que s'havia convertit en el primer a la línia de successió, va ser declarat culpable de traïció i executat, només cinc dies abans que el seu pare morís (4 aC); la tercera esposa va ser exiliat i el seu fill, Herodes Filip I, allunyat de la línia de successió.

### Fills d'Herodes
A la mort d'Herodes el Gran, que va tenir lloc el 4 aC, el seu regne va ser dividit per August seguint en principi, la voluntat sobirana de la persona morta. A Arquelau li van ser confiades Judea, Edom i Samaria; Antipas obtingué Galilea i Perea; Filip (II) obtingué Batanea, Traconítide, Auranítida i Gaulantide; Salomé, germana d'Herodes, va obtenir algunes ciutats (Jamnia, Asdod, Phaselis i Ascaló) i els ingressos relacionats.

## Arbre genealogic abreujat dels primers herodians

### Ancestres d'Herodes el Gran
```
Antípater l'idumeu
 + 
Cipros
, 
princesa de 
Petra
 al país dels 
nabateus
.

|
—————————————————————————————————————————————
| | | | |

Fasael
 
Herodes el Gran
 Josep 
Ferores
 
Salomé I
 - 1. Josep; 2. 
Costabarus
; 3. Alexes
(+
40 aC
) (
74 aC
-
4 aC
) (+
5 aC
) |
Antípater (*)
```

```
Alexandre Asmoneu
 - 
Alexandra

|
———————————————————————————————————
| |

Aristobul III de Judea
 
Mariamne I
 - Herodes el Gran
(+ 
35 aC
) 

(darrer dels 
asmoneus

gran sacerdot, ofegat)
```

### Casaments (principals) i descendents d'Herodes el Gran
```
Herodes el Gran
 
 - 
Doris

|

Antípater

+ 
4 aC
```

```
Herodes el Gran
 - 
Mariamne I
, + 
29 aC
?
|
—————————————————————————————————————————————
| | | |

Aristobul
 
Alexandre
 
Salampsi
 - Fasael Cipros - Antipater (*)
+ 
6 aC
? + 
6 aC
? | 

casat amb 
Berenice
 Cipros
|
————————————————————————————————————————————————————————————————
| | | | |

Mariamne III
 
Herodes de Calcis
 
Heròdies
 
Herodes Agripa I
 Aristobul - Jotape d'Emesa

casada amb 
rei de 
Calcis
 - rei de 
Judea

l'oncle Arquelau?
 
1. 
Herodes Boet
 

2. 
Herodes Filip I

3. 
Herodes Antipas

|

Salomé III
```

```
Herodes el Gran
 - 
Mariamne II
, 
filla del gran sacerdot 
Simó Boet

|
—————————————————
| |

Herodes Boet
 
Herodes Filip I
```

```
Herodes el Gran
 + Malthace de Samària
|
————————————————————————————————————————————————
| | |

Herodes Antipas
 
Arquelau
 Olímpies
b. 
20 aC
? rei de Judea
- Faselis,

filla d'Aretes IV, rei dels 
nabateus

"divorciat i casat amb:

- 
Heròdies
,

filla d'
Aristobul

|

Salomé II
```

```
Herodes el Gran
 - Cleòpatra de Jerusalem
|

Filip el Tetrarca

+ 
34
```